# Vredesvlam

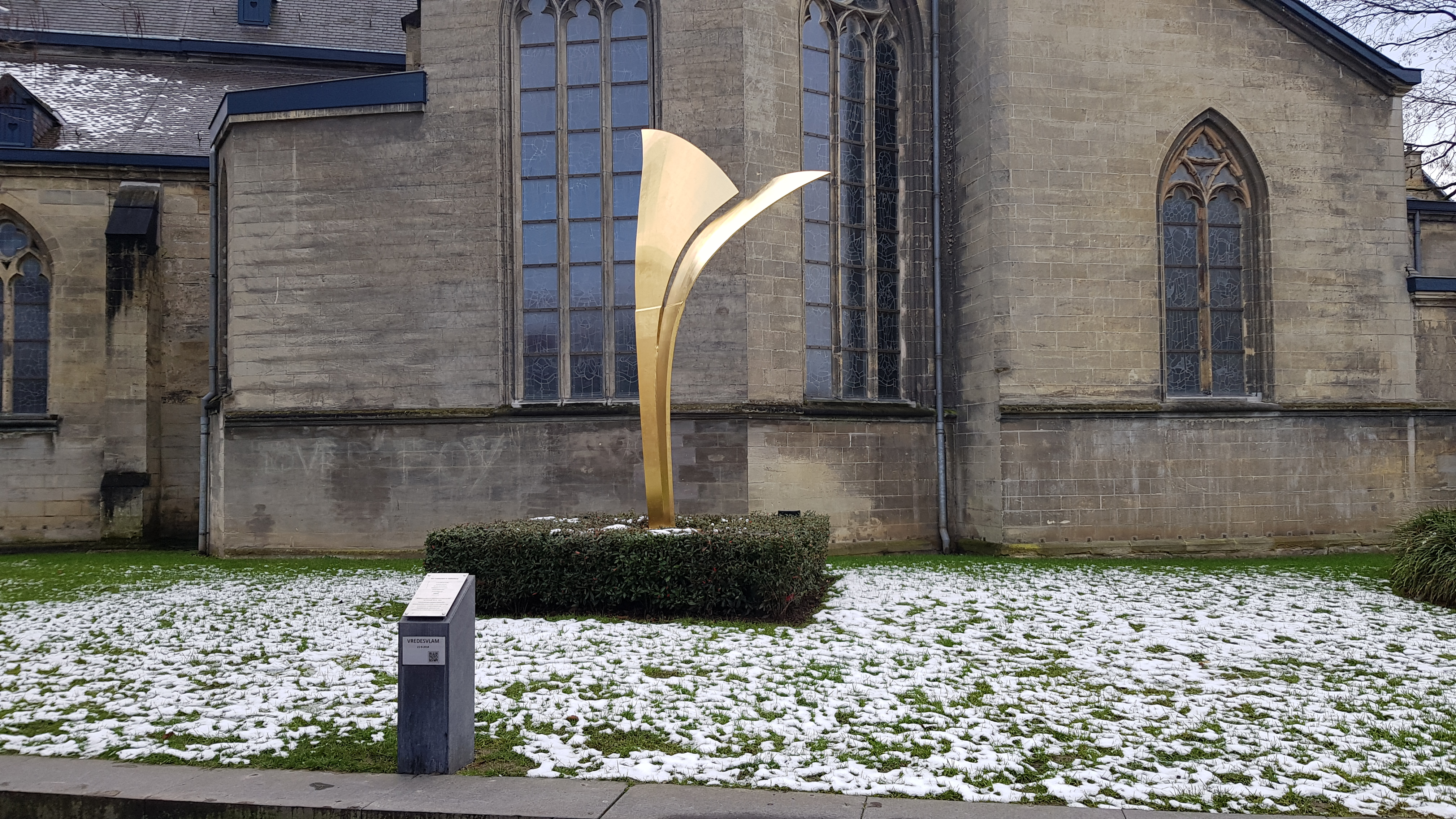
De Vredesvlam naast de kerk

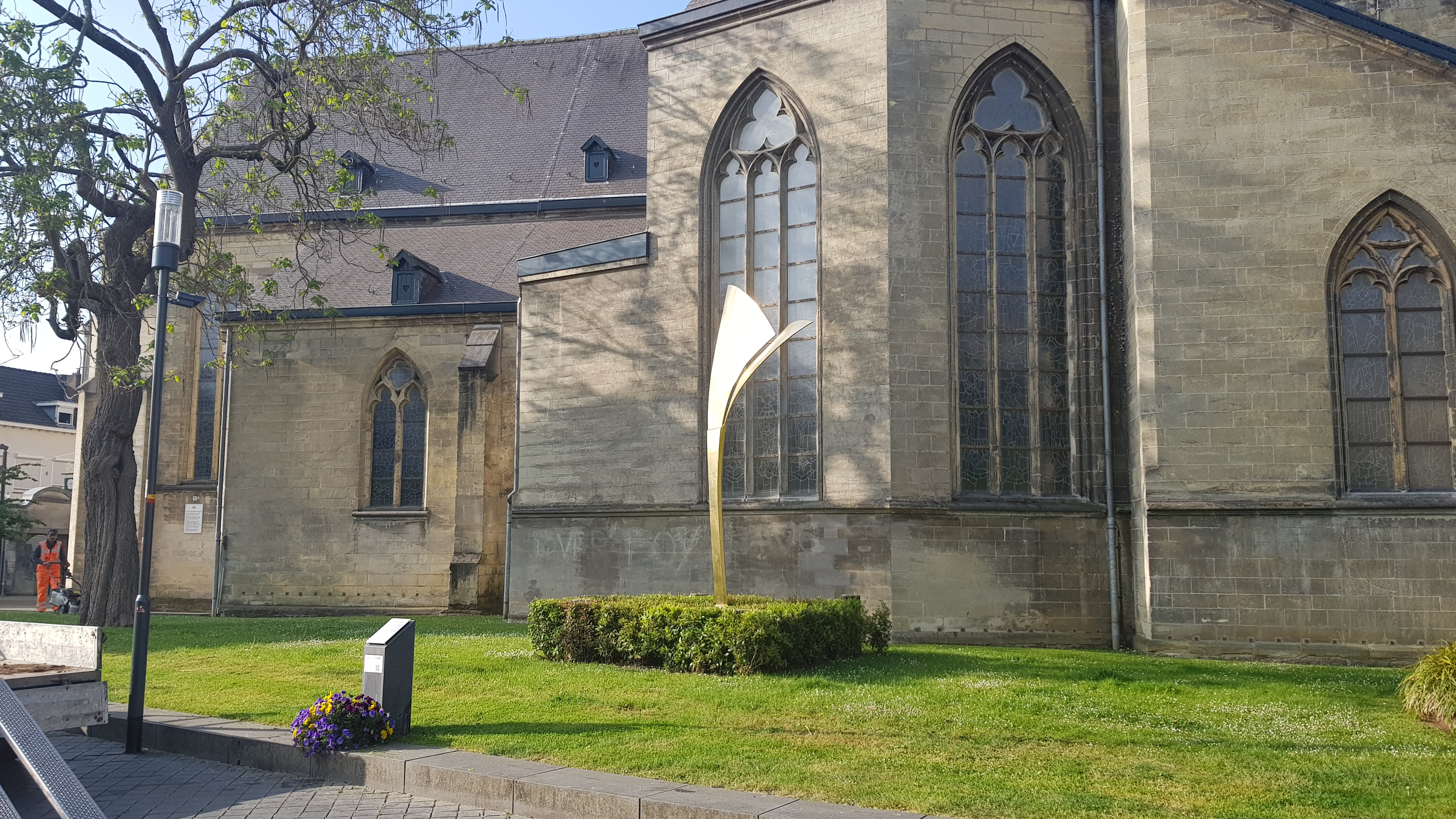
De Vredesvlam naast de kerk

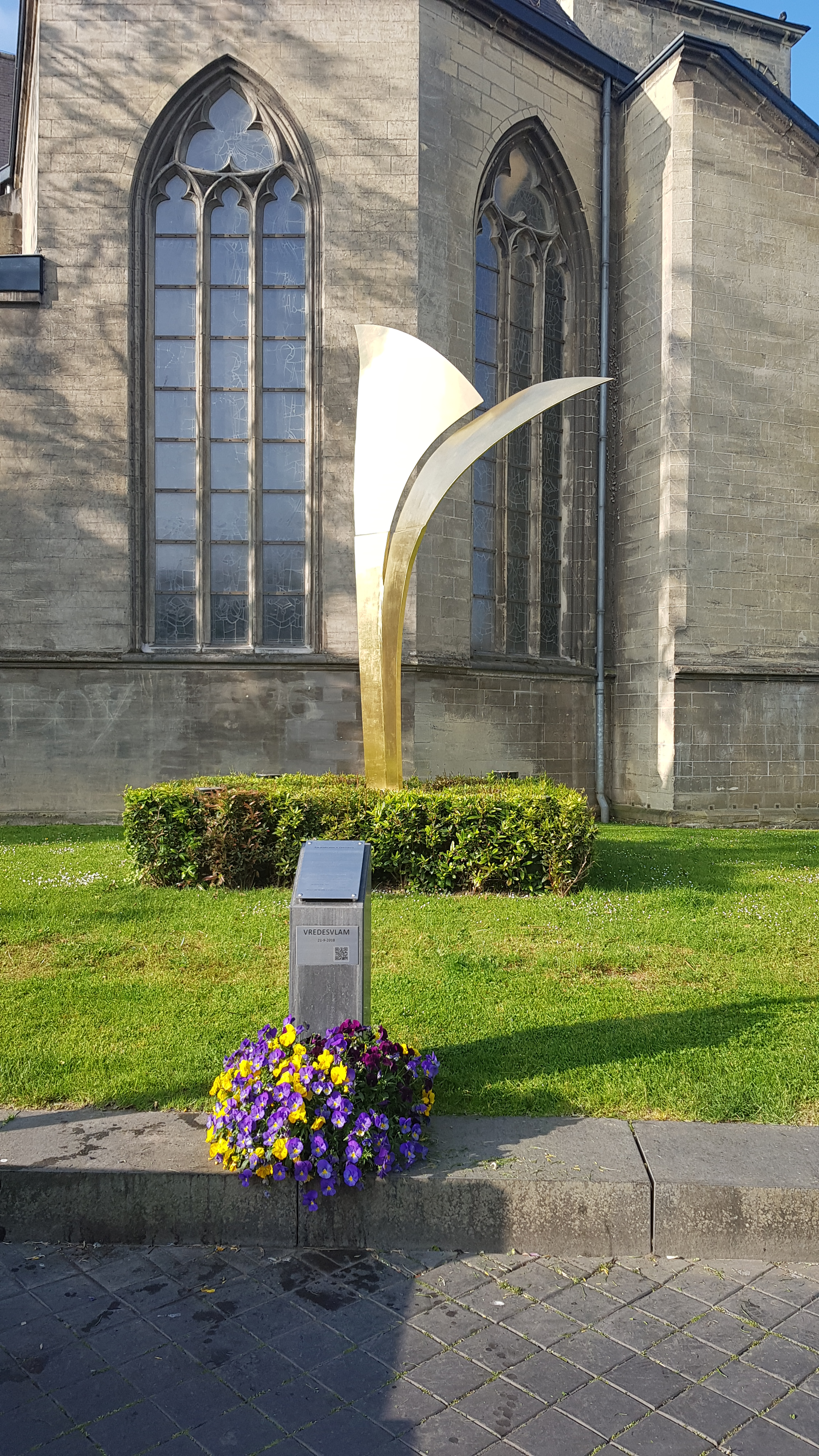
De Vredesvlam

De Vredesvlam is een gedenkmonument in het centrum van Valkenburg in de Nederlands Zuid-Limburgse gemeente Valkenburg aan de Geul. Het monument staat naast de H.H. Nicolaas en Barbarakerk op enkele tientallen meters van de Geul aan de Pelerinstraat.
Nabij de Vredesvlam staan naast de kerk de Mariakapel, de Nicolaas-perroen en het Heilig Hartbeeld. Niet ver van de Vredesvlam staat ook de herbouwde Geulpoort.

## Geschiedenis
In 2011 werd het platform Wereldburgerschap Valkenburg aan de Geul opgericht met als doel om de millennium- en duurzaamheidsdoelen van de gemeente te realiseren. Een van de doelen is vrede.
Op 21 september 2016 op de Internationale Dag van de Vrede, bij het doven van de vredesvlam, sprak burgemeester Martin Eurlings het idee uit om de vlam brandend te houden. Een monument dat dan het gehele jaar door de mensen zou herinneren aan vrede. Het platform Wereldburgerschap Valkenburg pakte dit idee op om een permanente vredesvlam in Valkenburg te realiseren. Er werden verschillende ontwerpen ingediend waarbij met een stemming het ontwerp van Maria Verstappen en Jan van der Bragt door de Valkenburgse gemeenschap werd uitgekozen.
Op 21 september 2018 werd de Vredesvlam onthuld door burgemeester Jan Schrijen op de Internationale Dag van de Vrede en in de Vredesweek. Het monument is geplaatst op een plek waar in de Tweede Wereldoorlog veel oorlogsschade geleden is.

## Sculptuur
De sculptuur heeft een hoogte van vier meter en heeft de vorm van een V, de V van Vrede, van Vrijheid van Valkenburg. Het kunstwerk is vervaardigd in staal en hierop is een laag bladgoud aangebracht van 23,75 karaat.
Bij de Vredesvlam is een tekst aangebracht:

Een vredesvlam in Valkenburg
In het hartje van de stad.
Vlak bij de “oude”kerk
Een vlam van ons allemaal
Vallekebergers en al onze gasten
Om even bij stil te staan
En na te denken over
VREDE!

Een monument van vrede, om even bij stil te staan en na te denken over VREDE

De laatste regel is in zeven talen op de plaquette uitgevoerd.